# ديفيد جي. كيركباتريك
ديفيد جي. كيركباتريك هو عالم حاسوب ومهندس وأستاذ جامعي كندي، ولد في 1953.